# Iulia Drunina
Iulia Vladimirovna Drunina (în rusă Юлия Владимировна Друнина, n. 10 mai 1924, Moscova, RSFS Rusă, URSS – d. 20 noiembrie 1991, Sovietsky Pisatel⁠(d), Rusia)  a fost o poetă sovietică care a scris în limba rusă. A fost asistentă și medic pe front în timpul celui de-Al Doilea Război Mondial. A fost cel mai cunoscută pentru că a scris versuri și poezii despre femei în război. Lucrările ei se caracterizează prin claritate morală, intonație sinceră și se bazează pe experiența ei de viață reală, inclusiv participarea la război ca sursă de inspirație pentru scrierile ei.

## Biografie
Iulia a crescut la Moscova. Tatăl ei a fost profesor de istorie, iar mama ei a lucrat într-o bibliotecă și a dat lecții de muzică. Iulia a început să scrie poezie la vârsta de 11 ani, iar la sfârșitul anilor 1930 una dintre poeziile sale a câștigat un concurs și a fost publicată într-un ziar.
După ce URSS a fost atacată de Germania în iunie 1941, Iulia, în vârstă de 17 ani, s-a alăturat Crucii Roșii Internaționale, s-a pregătit ca asistentă și a început să facă voluntariat la un spital local. Mai târziu în acea vară, când armata germană se apropia de Moscova, ea a fost trimisă să ajute la construirea de fortificații lângă Mojaisk, la aproximativ 100 de ani km la vest de capitală. Acolo, în timpul unui atac aerian, ea a fost separată de grupul ei și a fost preluată de un grup de infanteriști, care avea nevoie de un medic de front. Grupul s-a trezit mai târziu încercuit de inamic și a petrecut 13 zile prin teritoriul ocupat. În acele 13 zile, Iulia s-a îndrăgostit de comandantul batalionului și l-a descris în mai multe poezii scrise de-a lungul vieții, referindu-se la el pur și simplu drept „comandantul”. Comandantul, împreună cu alți câțiva infanteriști din grup, nu au reușit să iasă din încercuire, fiind uciși de o explozie de mină.
Iulia s-a întors la Moscova în toamna anului 1941, dar în curând a plecat în Siberia, împreună cu tatăl ei, ca parte a evacuării civile. Ea nu a vrut să părăsească Moscova și a acceptat să fie evacuată doar din cauza tatălui ei bolnav, care a suferit un accident vascular cerebral la începutul războiului. După ce tatăl ei a murit la începutul anului 1942, Iulia s-a dus la Habarovsk, în Orientul Îndepărtat Rus, unde s-a înscris la o școală de tehnicieni de aviație, dar, dorind să lupte pe front, s-a alăturat curând unei unități de pușcași ca medic de front și a fost trimisă pe Frontul I Belarus, unde a slujit în Regimentul 667 Infanterie al Diviziei 218 Infanterie alături de Zinaida Samsonova⁠(d) (de asemenea medic de luptă), care în 1944 a murit în luptă și i s-a acordat postum titlul de Erou al Uniunii Sovietice. Drunina a scris ulterior una dintre cele mai sincere poezii ale sale, „Zinka”, despre Samsonova.
În 1943, Drunina a fost grav rănită când un fragment de obuz a lovit-o în gât la câțiva milimetri de artera ei carotidă. Neștiind gravitatea rănii sale, ea pur și simplu și-a înfășurat gâtul în bandaje și a continuat să lucreze. În cele din urmă, ea a fost internată în stare critică și s-a afirmat că abia a supraviețuit. Ea a scris primele poezii despre război în timp ce se afla în spital. După ce și-a revenit, s-a întors la Moscova, unde a vrut să se înscrie la Institutul de Literatură Maxim Gorki, dar i s-a refuzat admiterea, scrisul ei fiind considerat insuficient de matur. Apoi s-a întors pe front și a luptat lângă Pskov și în regiunea baltică. A fost rănită din nou în noiembrie 1944 și a petrecut restul războiului la Moscova, unde și-a încercat din nou norocul la Institutul de Literatură și de data aceasta i s-a permis să se înscrie ca veteran de război.
S-a căsătorit cu colegul ei de clasă și veteranul de război Nikolai Starșinov, în 1944, cu care a născut singura ei fiică, Elena, în 1946. Familia a locuit într-un apartament comunal într-o sărăcie extremă în Moscova postbelică, în timp ce Iulia a continuat să scrie. Câteva dintre poezii sale au fost publicate în anii 1940, inclusiv prima ei carte în 1948, urmate de alte câteva în deceniile următoare. Ea a mai scris o povestire, „Aliska” și un roman autobiografic, De pe trei vârfuri.
În 1960, a divorțat de primul ei soț și s-a căsătorit cu scenaristul Alexei Kapler⁠(d), pe care l-a cunoscut în 1954. Drunina și Kapler au rămas fericiți căsătoriți până la moartea lui Kapler în 1979. Drunina a dedicat mai multe poezii celui de-al doilea soțului al ei.
În perioada perestroikăi, a fost aleasă în Sovietul Suprem al Uniunii Sovietice. În timpul loviturii de stat eșuate din august 1991, ea a fost unul dintre numeroșii intelectuali care au luat parte la apărarea Casei Albe. Cu toate acestea, ea a fost teribil de deprimată mai târziu de Destrămarea Uniunii Republicilor Sovietice Socialiste și de publicațiile critice la adresa sistemului sovietic. Iulia Drunina s-a sinucis în garajul ei la 21 noiembrie 1991.
A fost înmormântată lângă soțul ei, Alexei Kapler, în cimitirul Starokrîmskoe din Starîi Krîm.
O planetă minoră 3804 Drunina, descoperită de astronoma sovietică Liudmila Cernîh în 1969, a fost denumită în memoria ei.